# Prestationshöjare
Prestationshöjare är en benämning på olika preparat som intages för att höja den fysiska prestationsförmågan. Det finns prestationshöjare som snabbt påverkar kroppen och andra som verkar långsammare. Preparaten kan vara förbjudna antingen genom lag eller inom idrott genom att vara klassade som dopning. Det finns en mängd lagliga preparat som räknas som dopningspreparat.

## Effekt
Prestationshöjande medel kan delas in på flera sätt. Dels genom hur de påverkar kroppen men även om de är lagliga eller inte. Exempel på prestationshöjare är koffein och kreatin. Koffeinet är ett centralstimulerande preparat och verkar på det sättet att det höjer prestationsförmågan en kort tid efter intag. Koffeinbaserade preparat intas därför vanligtvis på tom mage (för påtagligare effekt) 30 minuter före träning. Det ökar förmågan till ansträngning genom att blockera kroppens trötthetssignaler. Kreatin däremot är ett preparat av sorten monohydrat och verkar långsammare och tas ofta dagligen under en period för att kroppen ska kunna fylla sina kreatinfosfatdepåer vilka i sin tur bidrar positivt till kroppens förmåga att utföra fysiskt arbete.

## Andra tillsatser
Många av de prestationshöjande kosttillskotten på marknaden innehåller ofta också andra ämnen än endast de ovan nämnda, som exempelvis aminosyran beta-alanin som för vissa personer kan ge en kliande känsla som dock är helt ofarlig. En annan aminosyra som ofta också tillsätts i prestationshöjare är arginin. Syftet med beta-alanin och arginin är att ge en känsla av "pump" vilket sker till följd av den ökade blodcirkulationen dessa aminosyror i samband med fysisk aktivitet tros ge.